# Río Plaza
El río Plaza o  quebrada Plaza es un curso natural de agua que nace en el portezuelo del mismo nombre en la cordillera de los Andes de la Región de Atacama, fluye con dirección general oeste y desemboca en la margen oriental del río Vizcachas de Pulido.

## Trayecto
El río Plaza nace en el portezuelo homónimo en la divisora de aguas del río Cachitos en la cordillera de los Andes con dirección general oeste y desemboca en el río Vizcachas de Pulido.

## Caudal y régimen
El caudal del río es escaso.[cita requerida]

## Historia
Luis Risopatrón lo describe en su Diccionario Jeográfico de Chile (1924) sobre el río:: 111 
Plaza (Rio). Nace en los alrededores del cerro i portezuelo del mismo nombre, corre al W i se vácia en el rio de Vizcachas de Pulido. 98, carta de San Román (1892); i 156; i quebrada en 99, p. 87; i 118, p. 118.